# Neotrichia alabamensis
Neotrichia alabamensis är en nattsländeart som beskrevs av Darcy B. Kelley och Harris 1983. Neotrichia alabamensis ingår i släktet Neotrichia och familjen smånattsländor. Inga underarter finns listade i Catalogue of Life.